# Hanbando-myeon
Hanbando-myeon (koreanska: 한반도면) är en socken i Sydkorea. Den ligger i kommunen Yeongwol-gun i provinsen Gangwon, i den centrala delen av landet, 125 km sydost om huvudstaden Seoul.